# Gargantuoidea
Gargantuoidea is een geslacht van Phasmatodea uit de familie Diapheromeridae. De wetenschappelijke naam van dit geslacht is voor het eerst geldig gepubliceerd in 1908 door Redtenbacher.

## Soorten
Het geslacht Gargantuoidea omvat de volgende soorten:
- Gargantuoidea lampetia (Westwood, 1859)
- Gargantuoidea matangensis Hennemann & Conle, 2003
- Gargantuoidea mecheli Redtenbacher, 1908
- Gargantuoidea phaetusa (Westwood, 1859)
- Gargantuoidea spinipes Redtenbacher, 1908
- Gargantuoidea tessellata Redtenbacher, 1908
- Gargantuoidea tibangensis (Günther, 1935)
- Gargantuoidea triumphalis Redtenbacher, 1908